# Léon Morin, prêtre
Léon Morin, prêtre is een Franse dramafilm uit 1961 onder regie van Jean-Pierre Melville.

## Verhaal
De jonge weduwe Barny woont tijdens de Tweede Wereldoorlog samen met haar dochter in een klein Frans stadje. Ze is een communiste en heeft geen hoge pet op van geloof. Op een dag maakt ze kennis met de aantrekkelijke priester Léon Morin. Ze worden verliefd op elkaar, maar het celibaat staat een relatie in de weg.

## Rolverdeling
| Acteur              | Personage           |
| ------------------- | ------------------- |
| Jean-Paul Belmondo  | Léon Morin          |
| Emmanuelle Riva     | Barny               |
| Irène Tunc          | Christine Sangredin |
| Nicole Mirel        | Sabine Levy         |
| Gisèle Grimm        | Lucienne            |
| Marco Behar         | Edelman             |
| Monique Bertho      | Marion              |
| Marc Eyraud         |                     |
| Nina Grégoire       |                     |
| Monique Hennessy    | Arlette             |
| Edith Loria         |                     |
| Micheline Schererre |                     |
| Renee Liques        |                     |
| Simone Vannier      |                     |
| Lucienne Marchand   |                     |